# Antonella Lualdi
Antonella Lualdi, pseudonimo di Antonietta De Pascale (Beirut, 6 luglio 1931 – Roma, 10 agosto 2023), è stata un'attrice e cantante italiana.

## Biografia

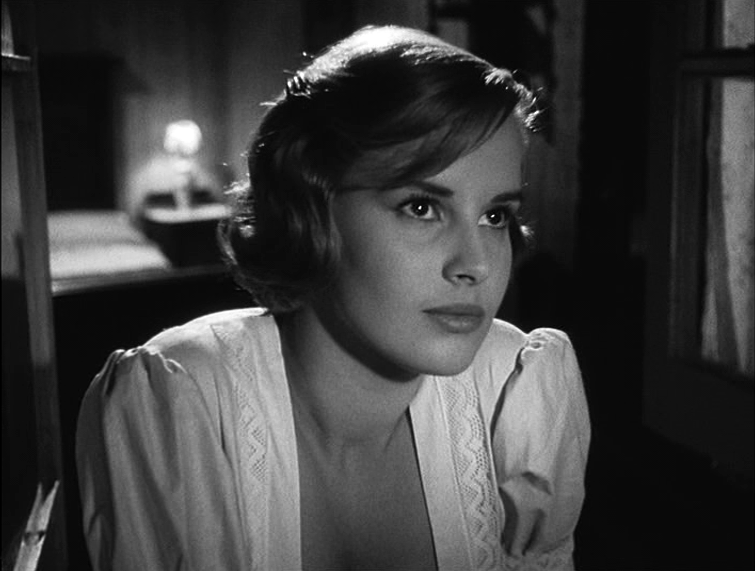
Antonella Lualdi in Cronache di poveri amanti (1954)

Antonella Lualdi nacque a Beirut, in Libano, il 6 luglio 1931 da padre italiano, di Trani, e da madre greca. Al momento della nascita, il padre, un ingegnere civile, era incaricato di progettare un ponte nella capitale libanese. 
Dopo una gavetta teatrale durata 5 anni apparve, all'età di 19 anni, nel film musicale Signorinella (1949); di seguito, nel 1950, fu scritturata per la pellicola Canzoni per le strade, durante la cui lavorazione conobbe il futuro marito, l'attore Franco Interlenghi, reduce dal successo del film I vitelloni (1953) di Federico Fellini.
Venne considerata subito una star al pari di Lucia Bosè e Gina Lollobrigida; negli anni cinquanta ottenne vari successi come Miracolo a Viggiù (1951) di Luigi Giachino, Ha fatto 13 (1951) di Carlo Manzoni, La cieca di Sorrento (1953) di Giacomo Gentilomo, È arrivato l'accordatore (1952) di Duilio Coletti, Il cappotto (1952) di Alberto Lattuada.

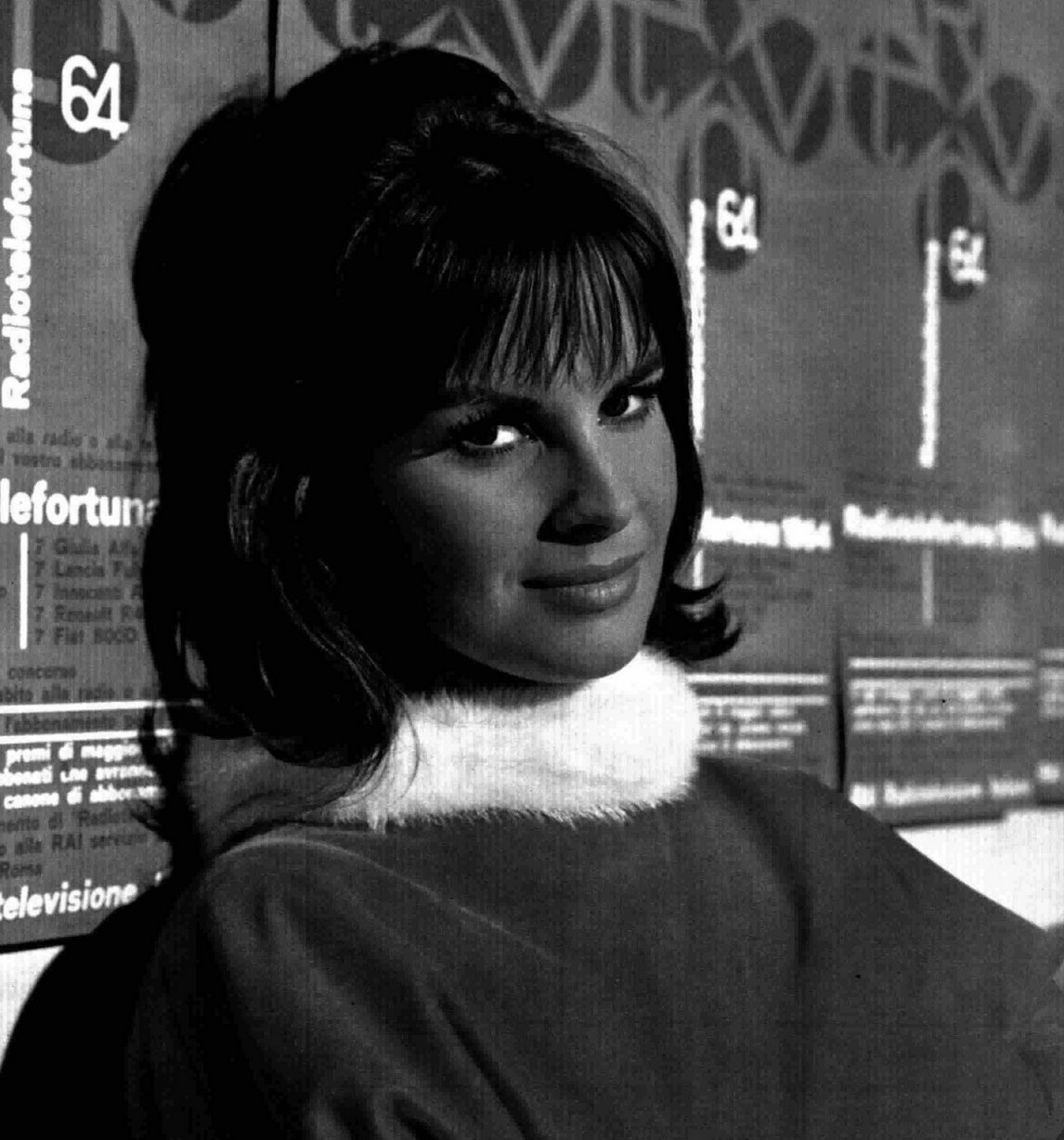
Antonella Lualdi nel 1964

Antonella Lualdi e Interlenghi recitano insieme in Il più comico spettacolo del mondo (1953) di Mario Mattoli, Gli innamorati (1955) di Mauro Bolognini, Padri e figli (1957) di Mario Monicelli e Giovani mariti (1958) di Mauro Bolognini. Senza il marito lavora in A Parigi in vacanza (1957) di Georges Lacombe, Il colore della pelle (1959) di Michel Gast, I delfini (1960) di Francesco Maselli, Appuntamento a Ischia (1960) di Mario Mattoli, Il disordine (1962) di Franco Brusati, Gli imbroglioni (1963) di Lucio Fulci, Se permettete parliamo di donne di Ettore Scola (1964), accanto a Vittorio Gassman, La colonna di Traiano (1969) di Mircea Dragan e Un caso di coscienza (1969) di Giovanni Grimaldi. 

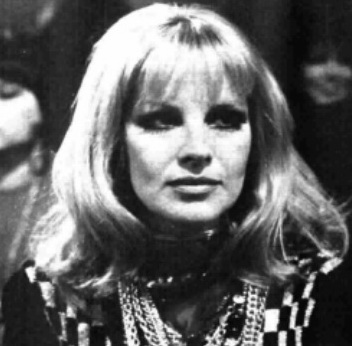
Antonella Lualdi nel 1975

In seguito l'attrice  ottenne solo piccole parti in film dal valore diseguale. Negli anni settanta frequentò la redazione del giornale Sorrisi, in via Virgilio a Roma: nello stesso palazzo è la sede della CAM, per la quale l'attrice incise il 45 giri Il sogno, con arrangiamenti e direzione d'orchestra di Stelvio Cipriani. 
Apparve senza veli sull'edizione italiana di Playboy nel giugno 1979. Dal 1992 ebbe un ritorno di popolarità recitando nella serie televisiva francese Il commissario Cordier, nel ruolo di Lucia Cordier, moglie italiana del protagonista (Pierre Mondy). 
Nel 2018 pubblicò la sua autobiografia, intitolata Io Antonella amata da Franco. Nello stesso anno intervenne con la sua voce nella canzone Voyages Extraordinaires di Alessandro Orlando Graiano. 
È morta in ospedale il 10 agosto 2023 a 92 anni, in seguito a una lunga malattia. Due giorni dopo è stato celebrato il suo funerale nella chiesa di Santa Chiara a Vigna Clara a Roma.

## Vita privata
Con Franco Interlenghi, che ha sposato nel 1955 rimanendone vedova nel 2015, ebbe due figlie: Stella, che ha partecipato al film Top Crack (1967) ed Antonella detta Antonellina, divenuta anch'ella attrice, che la rese nonna di Virginia Sanjust di Teulada, ex annunciatrice Rai e conduttrice.

## Filmografia

### Cinema

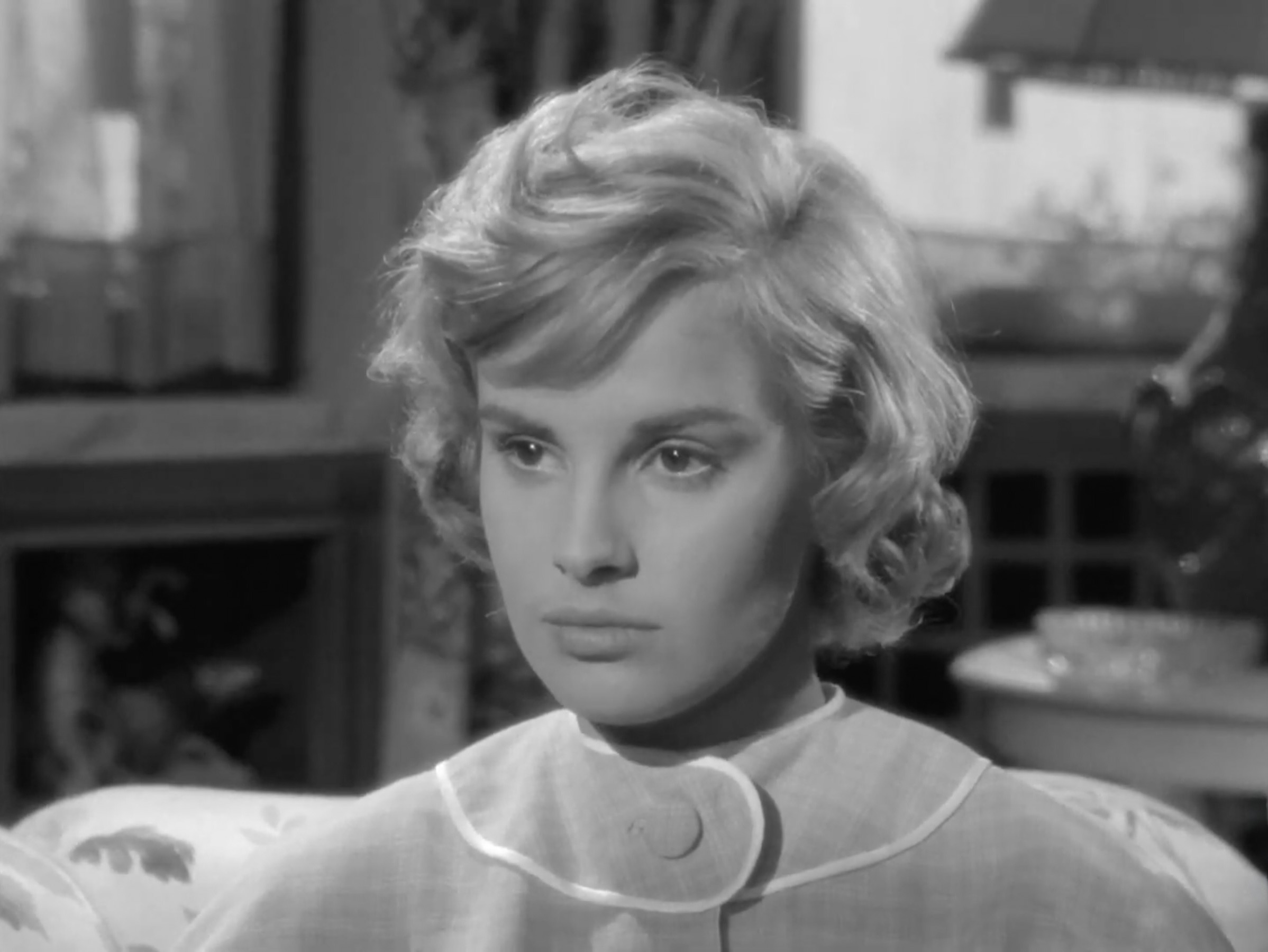
Antonella Lualdi in Pietà per chi cade (1954)

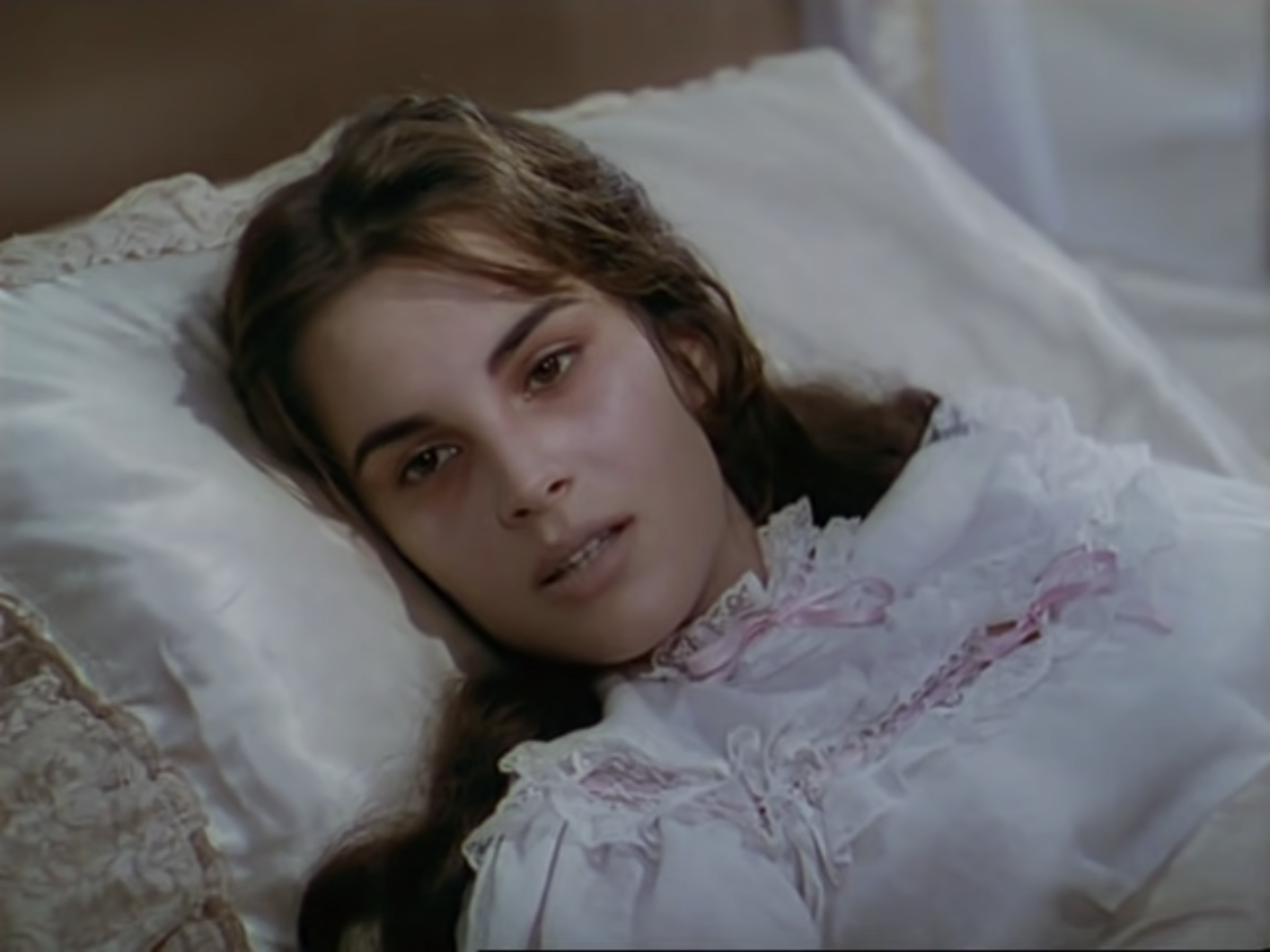
Antonella Lualdi in Casta Diva (1954)

- Il principe delle volpi, regia di Henry King (1949)
- Signorinella, regia di Mario Mattoli (1949)
- È più facile che un cammello..., regia di Luigi Zampa (1950)
- Canzoni per le strade, regia di Mario Landi (1950)
- Abbiamo vinto!, regia di Robert Adolf Stemmle (1950)
- Miracolo a Viggiù, regia di Luigi Giachino (1951)
- Ha fatto 13, regia di Carlo Manzoni (1951)
- L'ultima sentenza, regia di Mario Bonnard (1951)
- È arrivato l'accordatore, regia di Duilio Coletti (1952)
- Pentimento, regia di Enzo Di Gianni (1952)
- I figli non si vendono, regia di Mario Bonnard (1952)
- Cani e gatti, regia di Leonardo De Mitri (1952)
- Tre storie proibite, regia di Augusto Genina (1952)
- Il cappotto, regia di Alberto Lattuada (1952)
- Il romanzo della mia vita, regia di Lionello De Felice (1952)
- Quando le donne amano, regia di Christian-Jaque (1952)
- Solo per te Lucia, regia di Franco Rossi (1952)
- La cieca di Sorrento, regia di Giacomo Gentilomo (1952)
- William Tell, regia di Jack Cardiff (1953)
- La figlia del reggimento, regia di Géza von Bolváry (1953)
- Perdonami!, regia di Mario Costa (1953)
- Gli uomini, che mascalzoni!, regia di Glauco Pellegrini (1953)
- Canzoni, canzoni, canzoni, regia di Domenico Paolella (1953)
- Amori di mezzo secolo, episodio Napoli 1943, regia di Roberto Rossellini (1954)
- Cronache di poveri amanti, regia di Carlo Lizzani (1954)
- Pietà per chi cade, regia di Mario Costa (1954)
- Casta Diva, regia di Carmine Gallone (1954)
- L'uomo e il diavolo, regia di Claude Autant-Lara (1954)
- Papà Pacifico, regia di Guido Brignone (1955)
- Non c'è amore più grande, regia di Giorgio Bianchi (1955)
- Avanzi di galera, regia di Vittorio Cottafavi (1955)
- Le signorine dello 04, regia di Gianni Franciolini (1955)
- Gli innamorati, regia di Mauro Bolognini (1955)
- Andrea Chénier, regia di Clemente Fracassi (1955)
- Altair, regia di Leonardo De Mitri (1956)
- I giorni più belli, regia di Mario Mattoli (1956)
- Il cielo brucia, regia di Giuseppe Masini (1957)
- La regina della povera gente, regia di Pedro Ramírez (1957)
- A Parigi in vacanza, regia di Georges Lacombe (1957)
- La casa di Madame Kora, regia di Yves Allégret (1957)
- Padri e figli, regia di Mario Monicelli (1957)
- Giovani mariti, regia di Mauro Bolognini (1958)
- Polikuska, regia di Carmine Gallone (1958)
- Una vita - Il dramma di una sposa (Une vie) regia di Alexandre Astruc (1958)
- La notte brava, regia di Mauro Bolognini (1959)
- A doppia mandata, regia di Claude Chabrol (1959)
- Il colore della pelle, regia di Michel Gast (1959)
- Sangue sull'asfalto, regia di Bernard Borderie (1959)
- Match contro la morte, regia di Claude Bernard Aubert (1959)
- Via Margutta, regia di Mario Camerini (1960)
- I delfini, regia di Francesco Maselli (1960)
- Appuntamento a Ischia, regia di Mario Mattoli (1960)
- I mongoli, regia di Leopoldo Savona (1961)
- Il disordine, regia di Franco Brusati (1962)
- Arrivano i titani, regia di Duccio Tessari (1962)
- Sesto senso, regia di Stefano Ubezio (1962)
- Gli imbroglioni, regia di Lucio Fulci (1963)
- Il figlio del circo, regia di Sergio Grieco (1963)
- Il giorno più corto, regia di Sergio Corbucci (1963)
- Hong Kong un addio, regia di Gian Luigi Polidoro (1963)
- Amore mio, regia di Raffaello Matarazzo (1964)
- Se permettete parliamo di donne, regia di Ettore Scola (1964)
- I cento cavalieri, regia di Vittorio Cottafavi (1964)
- La coda del diavolo, regia di Franco Rossi (1964)
- Delitto allo specchio, regia di Jean Josipovici (1964)
- Su e giù, regia di Mino Guerrini (1965)
- Il pasto delle belve, regia di Christian-Jaque (1965)
- Surcouf, l'eroe dei sette mari, regia di Sergio Bergonzelli (1966)
- Il grande colpo di Surcouf, regia di Sergio Bergonzelli (1966)
- Il massacro della foresta nera, regia di Ferdinando Baldi (1966)
- Ragan, regia di Luciano Lelli (1967)
- La colonna di Traiano, regia di Mircea Drăgan (1968)
- 100 ragazze per un playboy, regia di Michael Pfleghar (1968)
- Un caso di coscienza, regia di Gianni Grimaldi (1969)
- Tre amici, le mogli e (affettuosamente) le altre, regia di Claude Sautet (1974)
- I giorni della chimera, regia di Franco Corona (1975)
- La legge violenta della squadra anticrimine, regia di Stelvio Massi (1976)
- Non sparate sui bambini, regia di Gianni Crea (1978)
- Mafia una legge che non perdona, regia di Bob Ghisais (1980)
- Carlotta, regia di Stefano Rolla (1981)
- Il giardino dell'eden, regia di Yazuco Masumura (1981)
- Zero in condotta, regia di Giuliano Carnimeo (1983)
- Una spina nel cuore, regia di Alberto Lattuada (1985)
- Diritto di vivere, regia di Stefano Arquilla (1990)
- Tutti gli uomini di Sara, regia di Gianpaolo Tescari (1992)
- Urlo della verità, regia di Stelvio Massi (1992)
- Per amore o per amicizia, regia di Paolo Poeti (1992)
- Nefertiti, figlia del sole, regia di Guy Gilles (1994)
- La bella società, regia di Gian Paolo Cugno (2010)

### Televisione
- Un uomo sull'acqua, regia di Mario Ferrero, venerdì 7 gennaio 1955, ore 21.
- Eravamo giovani, originale televisivo di Ugo Buzzolan, regia di Claudio Fino (1955)
- Biblioteca di Studio Uno: Il conte di Montecristo – film TV (1964)
- Don Giovannino – film TV (1967)
- D'Artagnan – miniserie TV, 2 puntate (1969)
- Lucien Leuwen – miniserie TV (1973)
- È stato così, regia di Tomaso Sherman – miniserie TV (1977)
- La corde au cou – miniserie TV (1978)
- Les eygletière – miniserie TV (1978)
- Goya – miniserie TV (1985)
- Cinecittà Cinecittà, regia di Vittorio De Sisti - miniserie TV (Rai 2, 1985)
- Vida privada – miniserie TV, 4 puntate (1987)
- Tango Bar – film TV (1991)
- Per amore o per amicizia – film TV (1993)
- Chêques en boîte – film TV (1994)
- On n'a qu'une vie – film TV (2000)
- Il commissario Cordier (Les Cordier, juge et flic) – serie TV, 61 episodi (1992-2005)
- Il commissario Cordier (Commissaire Cordier) – serie TV, 10 episodi (2005-2007)

## Doppiatrici
- Maria Pia Di Meo in Pietà per chi cade, Casta Diva, Avanzi di galera, Altair (solo nella seconda scena), I giorni più belli, La notte brava, A doppia mandata, Appuntamento a Ischia, I mongoli
- Rosetta Calavetta in Signorinella, I figli non si vendono, Il romanzo della mia vita, Tre storie proibite, È arrivato l'accordatore, Amore mio
- Lydia Simoneschi in Perdonami!, Non c'è amore più grande, Altair (eccetto che nella seconda scena), Gli innamorati
- Dhia Cristiani in Cronache di poveri amanti, L'uomo e il diavolo, È più facile che un cammello...
- Luisella Visconti in Surcouf, l'eroe dei sette mari, Le signorine dello 04, Il cielo brucia
- Flaminia Jandolo in La cieca di Sorrento, Amori di mezzo secolo (parzialmente)
- Miranda Bonansea in Papà Pacifico, Gli uomini che mascalzoni!
- Fiorella Betti in Giovani mariti, Andrea Chénier
- Rita Savagnone in Via Margutta, Arrivano i titani
- Valeria Valeri in Il disordine
- Melina Martello in La legge violenta della squadra anticrimine
- Noemi Gifuni in I cento cavalieri
- Vittoria Febbi in Una spina nel cuore
- Angiola Baggi in Tutti gli uomini di Sara

## Discografia

### Singoli
- 1973 – Il sogno/È soltanto una parola (CAM, AMP 106)
- 1974 – En fermant les yeux/Vous mes amis (Epic, EPC 2096)
- 1976 – Certe volte/Stasera no (Nuova New York Record, PAI 0014)
- 1976 – Se ti va/Vorrei regalarti una scusa (Nuova New York Record, PAI 0015)
- 197x – Se ci stai/Se ti va (Tiflo, CC 00101)
- 1979 – Summer in the night/Summer in the night (instrumental) (Duse, BTF 109)
- 1979 – Sì, però.../Proviamo a vivere (Analogy, AN 465)
- 1982 – Ciao, elicottero!/Accipicchia (Cinevox, SC 1160)
- 1988 – No alla droga, no alla violenza (Scai Arte Records, SC45 011) (assieme ad altri artisti)

### Album
- 1976 – Attimi (Nuova New York Record, PALP 330)
- 2018 – VoyagesExtraordinaires (Con Alessandro Orlando Graziano, Antonella Interlenghi e Beatrice Sanjust)